# بروشپرک
بروشپرک (به چکی: Brušperk) یک منطقهٔ مسکونی در جمهوری چک است که در ناحیه فریدک-میستک واقع شده‌است. بروشپرک ۳٬۷۱۸ نفر جمعیت دارد.